# Juncus fauriei
Juncus fauriei är en tågväxtart som beskrevs av Joseph-Henri Léveillé och Eugène Vaniot. Juncus fauriei ingår i släktet tåg, och familjen tågväxter. Inga underarter finns listade i Catalogue of Life.